# Theodor Negrescu
Theodor „Fredy” Negrescu (n. 21 august 1931 București, d. 16 iulie 2012) a fost un inginer de sunet din România.
După trei ani la Radio, s-a angajat la Electrecord în 1956, unde a stat până la pensionare.
Andrei Partoș l-a numit „regele butoanelor de la Electrecord”.
A colaborat ca maestru de sunet cu Sfinx, Phoenix, FFN, Margareta Pâslaru, Iris, Celelalte Cuvinte, Dan Spătaru, Semnal M, Vali Sterian, Mircea Baniciu, Victor Socaciu, Johnny Răducanu, Holograf, Cargo, Aurelian Andreescu, Mircea Vintilă, Florian din Transilvania, Alexandru Andrieș, Nicu Alifantis etc.
Este înmormântat în cimitirul din Fundeni - Frunzănești.